# Klášter Banjska
Klášter Banjska (srbsky Манастир Бањска/Manastir Banjska, albánsky Manastiri i Banjskës) je pravoslavný klášter, nacházející se poblíž města Zvečan na území Kosova. Administrativně spadá pod Rašsko-prizrenskou eparchii Srbské pravoslavné církve. Kosovská správa jej eviduje jako kulturní památku pod evidenčním číslem 0301- 551/90; Srbsko jej eviduje jako kulturní památku mimořádného významu.
Klášter s kostelem zasvěceným Svatému Štěpánovi byl zbudován v letech 1313–1317 v době vlády Nemanjićů. Pohřben zde byl král Štěpán Uroš II. Milutin, jehož ostatky byly po Bitvě na Kosově poli přeneseny do Trepči. Středověký klášter za dob existence Osmanské říše postupně pustl. V 15. století jej ničil požár, v 19. století byl hlavní kostel přebudován na mešitu a již tak nesloužil svému původnímu účelu. Po vzniku Jugoslávie prováděl archeologické práce v areálu zničeného kláštera architekt Đurađ Bošković. Rekonstrukce kostela byla provedena v letech 1939 a 1990. Jako klášter slouží od roku 2004.